# Списък на ефирните телевизии в България
Това е списък на ТВ каналите, които излъчват цифрово ефирно (или имат лиценз за това) на територията на България.

## Списък

### Настояще

#### Национални
- БНТ 1
- БНТ 2
- БНТ 3
- БТВ
- Нова ТВ
- BG ON AIR (само в някои райони)

#### Регионални
- Нова Нюз (Мултиплекс София)
- Фолклор ТВ (Мултиплекс София)
- Евронюз България (Мултиплекс София)

### Минало
- Европа ТВ
- The Voice
- Алфа ТВ
- ТОП ТВ
- CTN
- TV2
- PRO.BG
- GTV
- TV7
- News7
- Super7
- 7 дни
- БТВ Екшън
- ББТ
- Вест ТВ
- Фен ТВ
- Фен Фолк